# Скереда дрібноцвіта
{{#ifeq:0|0|{{#if:Crepis micrantha|{{#if:|[[]}}|[[]]}}}}
Скереда дрібноцвіта, скереда дрібноквіткова (Crepis micrantha) — вид рослин із родини айстрових (Asteraceae).

## Біоморфологічна характеристика
Однорічна трохи запушена рослина 20–40 см заввишки. Стебло від середини чи основи розлого-гіллясте, облистнене, внизу шерстисте. Стеблові листки ланцетні. Кошики численні, дрібні, у нещільному волотисто-щиткоподібному загальному суцвітті. Обгортки 4–6 × 2.5—3(4) мм. Квітки жовті, в 1.5 рази довші за обгортки.

## Середовище проживання
Зростає у пд.-сх. Європі, Західній Азії, Єгипті — Албанія, Греція (у т. ч. Кікладес, Крит, Східно-Егейські острови (у т. ч. Родос)), Україна (Крим), Туркменістан, Північний Кавказ, Грузія, Вірменія, Азербайджан, Туреччина (Європа й Анатолія), Кіпр, Єгипет (у т. ч. Синай), Іран, Ірак, Ізраїль, Кувейт, Саудівська Аравія, Сирія.
В Україні вид росте на схилах, сміттєвих місцях, серед чагарників, на лісових галявинах, у садах, виноградниках — у Криму, звичайний.